# Claea dabryi
Claea dabryi es una especie de peces de la familia Balitoridae en el orden de los Cypriniformes.

## Morfología
Los machos pueden llegar alcanzar los 9,9 cm de longitud total.

## Distribución geográfica
Se encuentran en Asia:  cuenca del río Jinshajiang en la China.

## Hábitat
Es un pez de agua dulce y de clima subtropical.